# Гуровское сельское поселение (Волгоградская область)
Гу́ровское се́льское посе́ление — муниципальное образование в составе Ольховского района Волгоградской области.
Административный центр — хутор Гурово.

## История
Гуровское сельское поселение образовано 24 декабря 2004 года в соответствии с Законом Волгоградской области № 978-ОД.

## Население
| 2010 | 2012 | 2013 | 2014 | 2015 | 2016 | 2017 |
| ---- | ---- | ---- | ---- | ---- | ---- | ---- |
| 727  | ↘715 | ↘705 | ↗706 | ↗712 | ↗714 | ↘708 |
| 2018 | 2019 | 2020 | 2021 |      |      |      |
| ↘684 | ↘675 | ↗676 | ↘671 |      |      |      |

## Состав сельского поселения
| № | Населённый пункт | Тип населённого пункта        | Население |
| - | ---------------- | ----------------------------- | --------- |
| 1 | Гурово           | хутор, административный центр | 539       |
| 2 | Новоольховка     | хутор                         | 188       |